# Матигора
Ма́тигора (фин. Matinvaara) — деревня в Беломорском районе Республики Карелия. Входит в состав Беломорского городского поселения.

## Общие сведения
Находится в 7 километрах юго-западнее Беломорска в дельте реки Выг. Через деревню проходит автодорога Р18 (Пушной — Беломорск). 
Согласно переписи 1926 года население деревни составляло 131 человек. Деревня Матигора была частью села Сумпосад на правом берегу Сумы.

## Население
| 2002 | 2009 | 2010 | 2013 |
| ---- | ---- | ---- | ---- |
| 4    | ↘1   | ↗7   | ↘4   |